# Issum
Issum is een Duitse gemeente in de Nederrijnregio in Noordrijn-Westfalen. Op 31 december 2020 telde de gemeente 12.113 inwoners op een oppervlakte van 54,69 km².

## Geografie

### Deelgemeenten
- Issum met de buurtschappen Bönninghardt, Hamsfeld, Hochwald, Lamerong en Niederwald
- Sevelen met de buurtschappen Oermten, Vorst, Vrasselt, Großholthuysen en Kleinholthuysen

### Aangrenzende gemeenten
| Aangrenzende gemeenten | Aangrenzende gemeenten | Aangrenzende gemeenten | Aangrenzende gemeenten | Aangrenzende gemeenten |
| ---------------------- | ---------------------- | ---------------------- | ---------------------- | ---------------------- |
| Sonsbeck               |                        |                        |                        | Alpen                  |
|                        |                        |                        |                        |                        |
| Geldern                | Kamp-Lintfort          |                        |                        |                        |
|                        |                        |                        |                        |                        |
| Kerken                 |                        |                        |                        | Rheurdt                |

## Geschiedenis
Stadsdeel Sevelen behoorde tot het Overkwartier van Gelder en dus tot de Zuidelijke Nederlanden. Tijdens de Spaanse Successieoorlog werd het gebied door Pruisen ingenomen, samen met de andere gemeenten die vanaf 1713 officieel Pruisisch Opper-Gelre vormden. Na de Eerste Wereldoorlog viel het korte tijd onder de Belgische bezettingszone.

## Bezienswaardigheden
- Issum is tot in de verre omtrek bekend als vestigingsplaats van de Diebels-brouwerij, die voornamelijk Altbier produceert. De brouwerij is begonnen in 1878 en was tot in 2001 eigendom van de familie Diebels. Het maakt onderdeel uit van het concern Anheuser-Busch InBev.
- De kerk van de Heilige Nicolaas (Nikolaus) werd 1450 gebouwd, 1579 vernieuwd en in 1889 met zijbeuken en een koor uitgebreid.
- De Nikolauskapel stamt uit 1662.
- Het waterslot Huis Issum is een bakstenengebouw uit de tweede helft van de 16de eeuw. Het heeft lang als raadhuis gediend en werd in de tachtiger jaren grondig gerenoveerd en herbergt in de voorburcht het Museum His-Törchen alsmede in het herenhuis de zittingszaal van de gemeente, de trouwzaal en enige kantoorruimten.

## Afbeeldingen

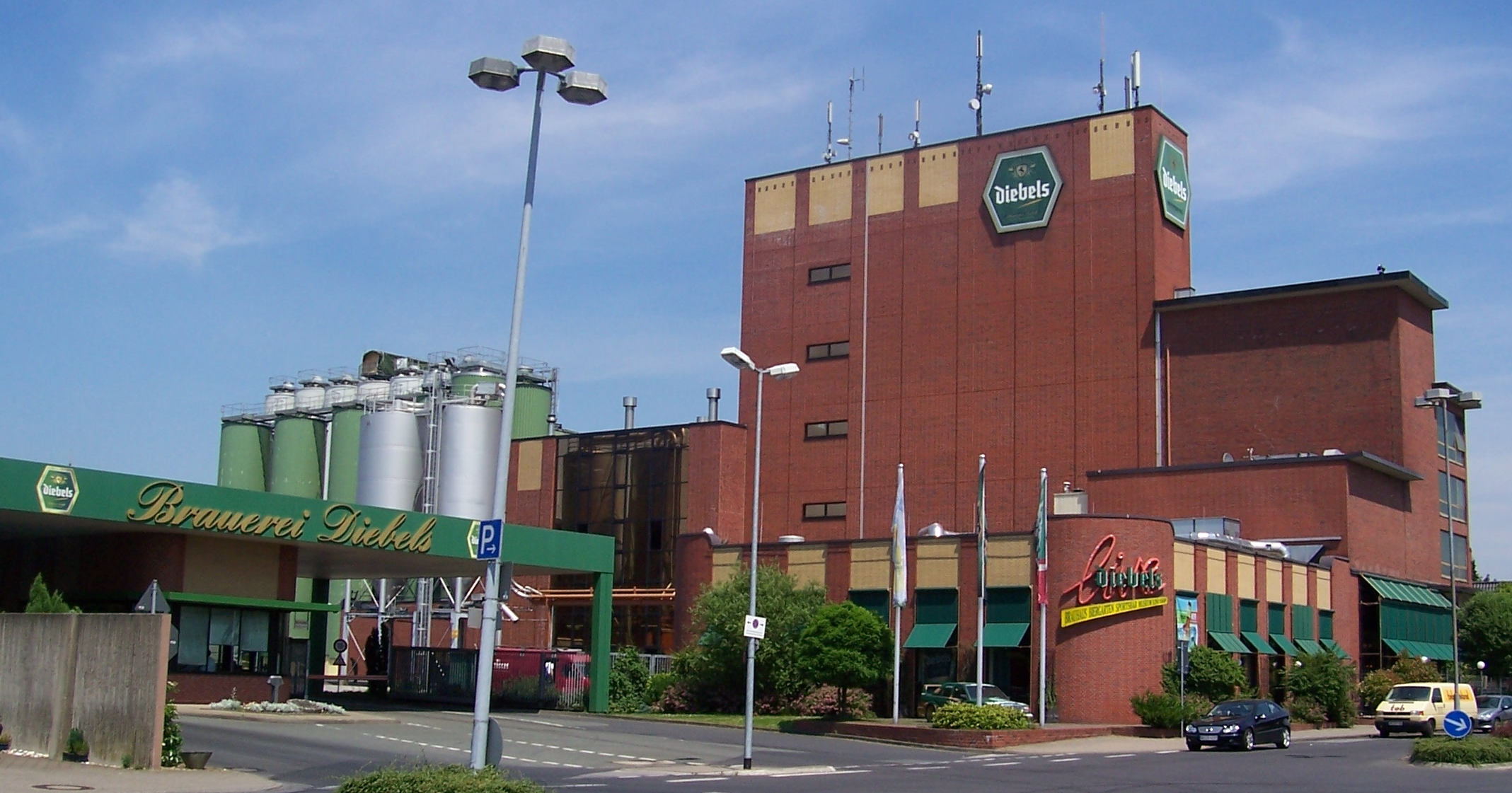
De Diebels-brouwerij
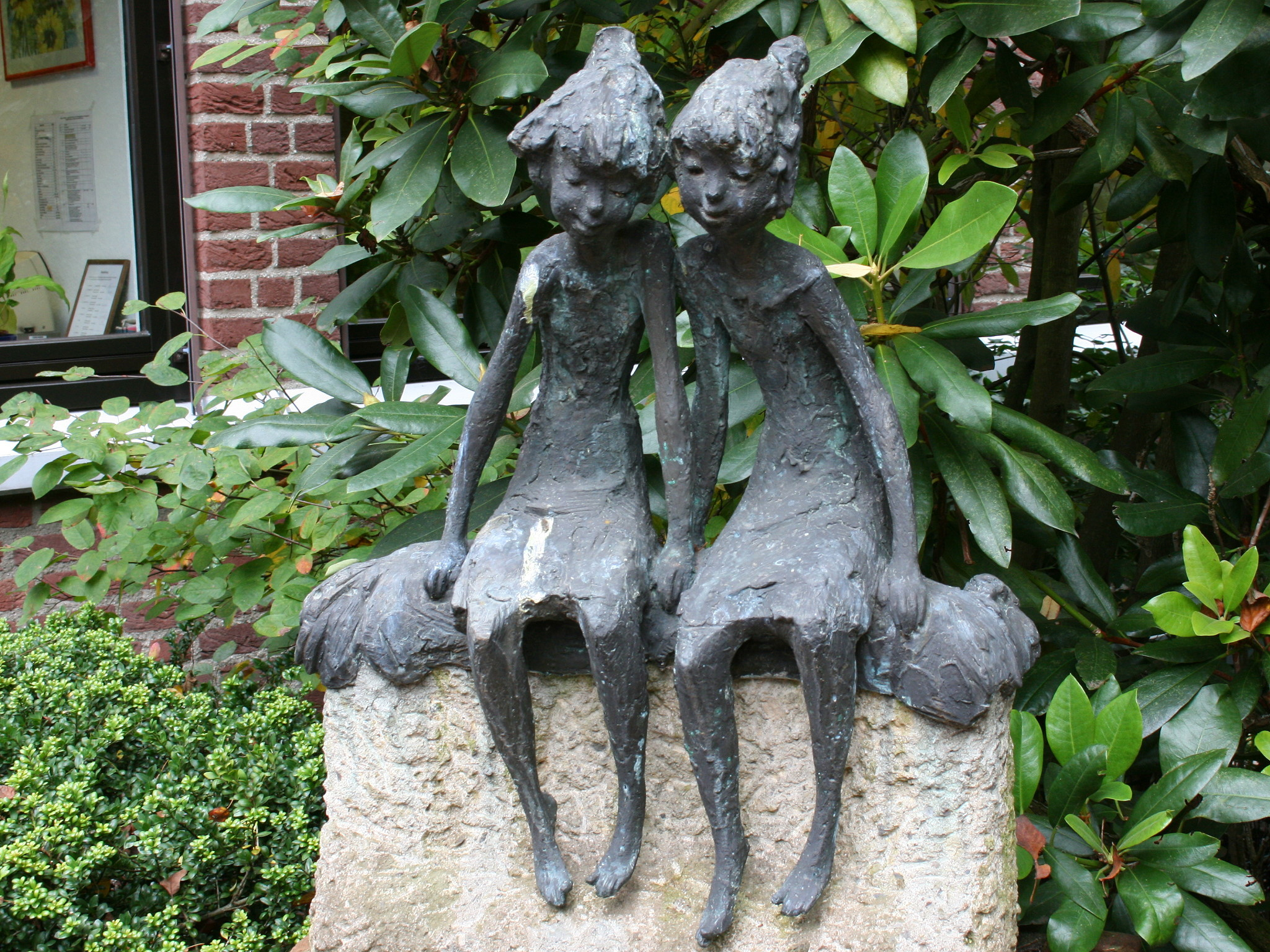
Bronzen beeld van Clemens Pasch bij het gemeentehuis in Issum
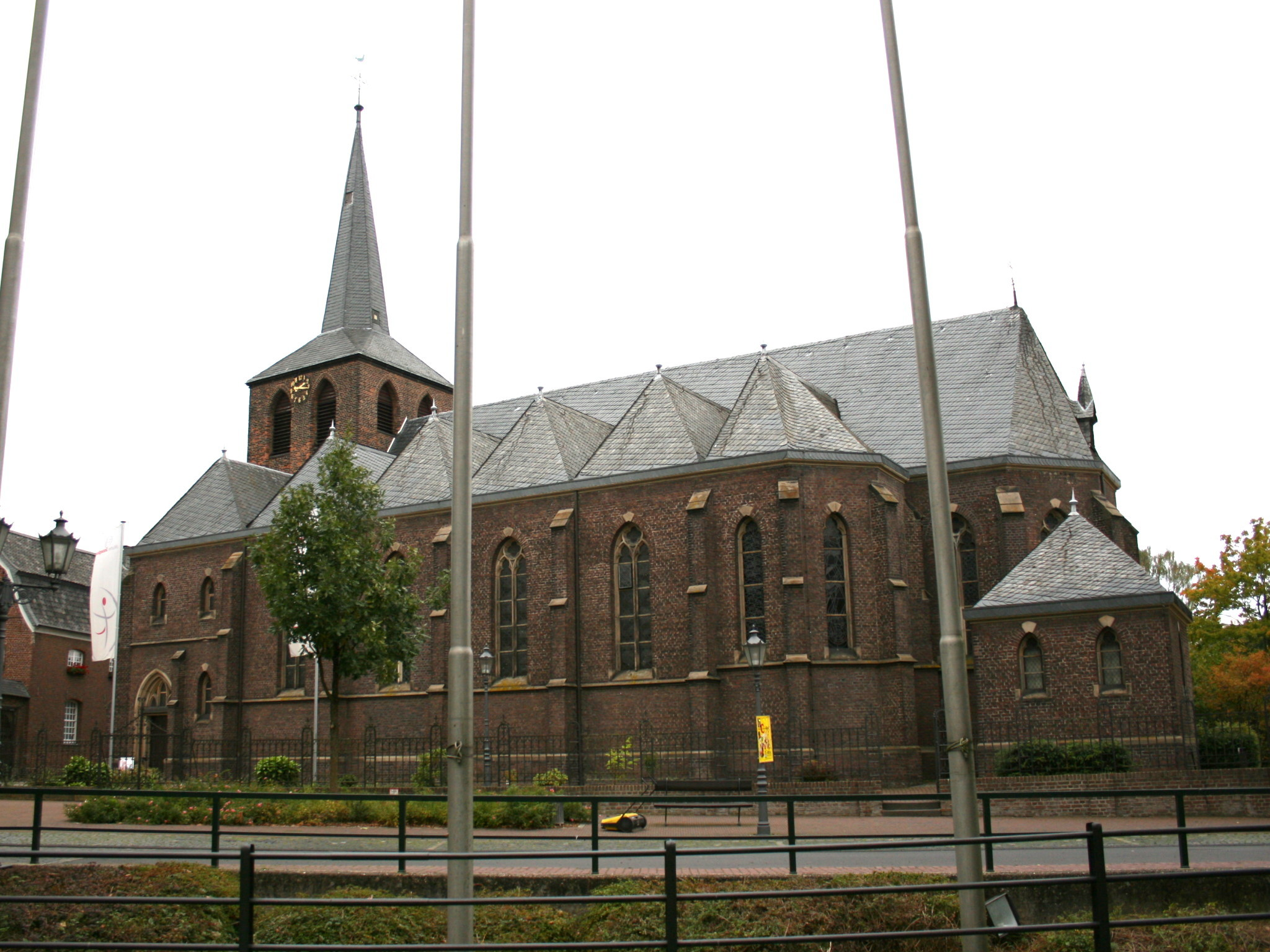
Sint-Nicolaaskerk in Issum
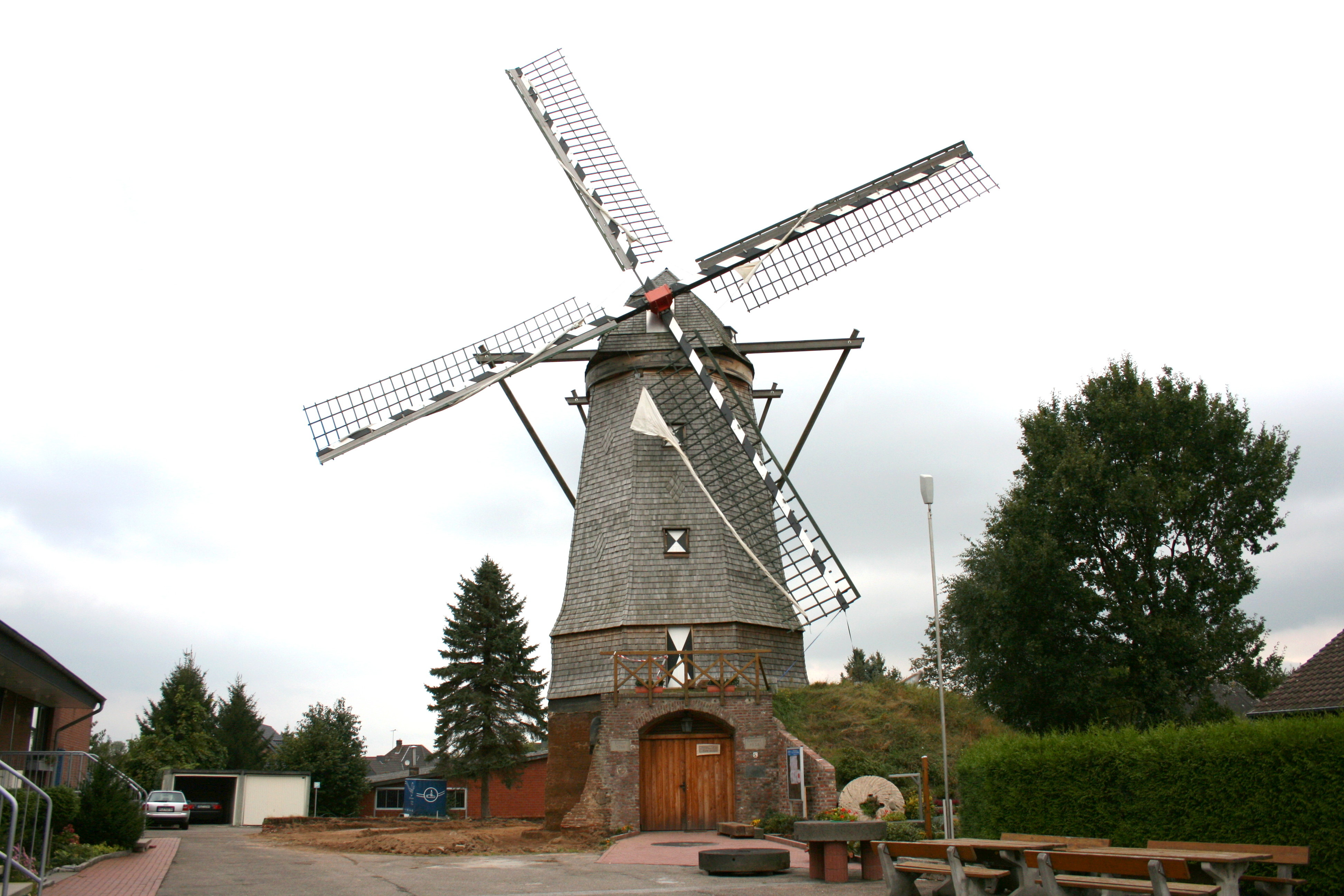
Issum: Herrlichkeitsmühle

## Geboren
- Helmut Tervooren (1935-2023), auteur en mediëvist

## Forensisme
| Pendelaars naar Issum uit     | Pendelaars naar Issum uit | Pendelaars naar Issum uit |                                | Pendelaars uit Issum naar | Pendelaars uit Issum naar | Pendelaars uit Issum naar |
| Herkomstgemeente (woonplaats) | Aantal                    | Afstand in km             | Bestemmingsgemeente (werkplek) | Aantal                    | Afstand in km             |                           |
| ----------------------------- | ------------------------- | ------------------------- | ------------------------------ | ------------------------- | ------------------------- | ------------------------- |
| Geldern                       | 418                       | 8,6                       |                                | Geldern                   | 857                       | 8,6                       |
| Kamp-Lintfort                 | 191                       | 6,0                       | Duisburg                       | 395                       | 22,8                      |                           |
| Kevelaer                      | 117                       | 13,3                      | Moers                          | 388                       | 15,0                      |                           |
| Alpen                         | 100                       | 9,1                       | Kamp-Lintfort                  | 299                       | 6,0                       |                           |
| Moers                         | 99                        | 15,0                      | Krefeld                        | 273                       | 22,1                      |                           |
| Kerken                        | 86                        | 8,9                       | Düsseldorf                     | 187                       | 41,2                      |                           |
| Rheinberg                     | 79                        | 12,8                      | Straelen                       | 162                       | 16,0                      |                           |
| Duisburg                      | 68                        | 22,8                      | Alpen                          | 155                       | 9,1                       |                           |
| Sonsbeck                      | 68                        | 11,2                      | Kevelaer                       | 151                       | 13,3                      |                           |
| Rheurdt                       | 60                        | 8,4                       | Kempen                         | 116                       | 16,0                      |                           |
| Straelen                      | 56                        | 16,0                      | Rheinberg                      | 114                       | 12,8                      |                           |
| Wesel                         | 49                        | 19,4                      | Sonsbeck                       | 110                       | 11,2                      |                           |
| Xanten                        | 46                        | 16,8                      | Neukirchen-Vluyn               | 106                       | 11,9                      |                           |
| Neukirchen-Vluyn              | 42                        | 11,9                      | Essen                          | 99                        | 41,7                      |                           |
| Krefeld                       | 38                        | 22,1                      | Kerken                         | 99                        | 8,9                       |                           |
| Overige                       | 512                       | X                         | Overige                        | 1.200                     | X                         |                           |
| Totaal                        | 2.029                     | X                         |                                | Totaal                    | 4.711                     | X                         |

Bedburg-Hau · Emmerik · Geldern · Goch · Issum · Kalkar · Kerken · Kevelaer · Kleef · Kranenburg · Rees · Rheurdt · Straelen · Uedem · Wachtendonk · Weeze